# اسپید، ویکتوریا
اسپید (به انگلیسی: Speed) یک شهرک در استرالیا است که در ویکتوریا (استرالیا) واقع شده‌است.